# Co-Pilot-Gletscher
Der Co-Pilot-Gletscher ist ein kurzer und steiler Gletscher im ostantarktischen Viktorialand. Er fließt von den westlichen und südlichen Hängen des Mount Overlord zum oberen Abschnitt des Aviator-Gletschers.
Die Nordgruppe der New Zealand Geological Survey Antarctic Expedition (1962–1963) benannte ihn in Erinnerung an die Leistungen der Co-Piloten der Flugstaffel VX-6 der United States Navy in Antarktika.